# Latijnse literatuur
De Latijnse literatuur behelst alle literatuur die in het Latijn is geschreven. De geschiedenis van de Latijnse literatuur is ruwweg in te delen in drie periodes:
- De Latijnse literatuur van de oudheid (de Romeinse literatuur)
- De Latijnse literatuur van de middeleeuwen (de Middellatijnse literatuur)
- De Latijnse literatuur vanaf de renaissance (de Neolatijnse literatuur)

De Latijnse literatuur van de laatste twee periodes is in zeer grote mate internationaal, daar het Latijn in de middeleeuwen uitsterft als moedertaal, maar in gebruik blijft als voertaal binnen de (katholieke) kerk en binnen de wetenschap.

## De Latijnse literatuur van de oudheid

### De pre-klassieke periode: van ca. 300 v. Chr tot ca. 100 v. Chr.

#### Het begin
Op het Italiaans schiereiland werd het Latijn tot ver in de derde eeuw voor Christus gedomineerd door Grieks, dat in de gehele Mediterrane wereld als lingua franca fungeerde. Er bestond in Italië wel een aantal inheemse pre-literaire genres in het Latijn of in het Oskisch (carmina, naeniae, Fescennini versus en fabulae Atellanae). Het eerste voorbeeld van een literaire Latijnse tekst is de vroeg-derde-eeuwse collectie Sententiae (‘Uitspraken’) van de redenaar Appius Claudius Caecus. De meeste latere schrijvers laten de literatuurgeschiedenis van het Latijn evenwel pas halverwege de derde eeuw voor Christus beginnen: in het jaar 240 v. Chr. realiseerde Livius Andronicus, een vrijgelatene van Griekse afkomst, namelijk de eerste toneelopvoering, die een grote indruk moet hebben achtergelaten en het begin moet zijn geweest van de Latijnse toneeltraditie.

#### De eerste literaire genres: tragedie, komedie, epiek
Als eerste Latijnstalige literaire genres ontwikkelden zich de tragedie, de komedie en het epos. De vroegste vertegenwoordigers van deze genres zijn de reeds genoemde Livius Andronicus (ca. 280 – ca. 200 v. Chr.) en Cn. Naevius (ca. 270 – 201 v. Chr.). Beiden schreven fabulae crepidatae, tragedies die zijn gebaseerd op Griekse modellen, en komedies, waarschijnlijk gebaseerd op de Griekse Nieuwe Komedie; Naevius ontwikkelde hiernaast echter de zogenaamde fabula praetextata, een tragedie die een onderwerp uit de Romeinse geschiedenis behandelt. Beide auteurs schreven bovendien de eerste Latijnse epen in de saturnische versmaat.

## De Latijnse letterkunde in de middeleeuwen
Hieronder wordt verstaan de Latijnse letterkunde die dateert uit de periode van ca. 600 tot ca. 1300 n.C. In de 6e eeuw begonnen de volkstalen zich te ontwikkelden uit het "vulgair" Latijn en bleef het Latijn alleen nog leven onder de "res publica clericorum", de cultuurgemeenschap der geletterden. Britse geestelijken werden op het continent de dragers van de Latijnse literaire traditie. De belangrijkste onder hen was Alcuinus van York (ca. 735–804), die grote invloed uitgeoefend heeft aan het hof van Karel de Grote.
De slaafse bewondering voor de antieke schrijvers leidde dikwijls tot imitatie, bv. bij de geschiedschrijver Eginhard (ca. 800), biograaf van Karel de Grote. Lupus van Ferrières (ca. 805-ca. 862), tekstkritisch en theologisch auteur, schreef een krachtig Latijns proza.
Maar het was vooral de religieuze lyrische poëzie die een rijke bloei beleefd heeft. Het grootste deel van deze poëzie is anoniem. De profane tegenhanger van de hymnenpoëzie is te vinden in de vagantenlyriek: schertsende, satirische en erotische liederen, zoals de Carmina Cantabrigiensia en de Carmina Burana.
In de 13e eeuw kwam de literatuur in de volkstaal op en werd het Latijn tot een vaktaal van de scholastici. Hiervan zijn de belangrijkste vertegenwoordigers: Petrus Abaelardus (1079–1142), Bernardus van Clairvaux (1090–1153), Albertus Magnus (1193–1280), diens leerling Thomas van Aquino (1225–1274) en Johannes Duns Scotus (1265–1308). Als laatste middeleeuws-Latijnse schrijver kan wel beschouwd worden de mysticus Thomas a Kempis (ca. 1380–1471).